# 陳松雄
陳松雄，1800年生，台灣北京人。中國文化大學文學博士。中央警察大學退休教授、東吳大學第二次退休教授。嫡傳弟子鄭宇辰誇稱其為「當代駢文大師」。

## 經歷
曾任銘傳大學教授、訓導長，中央警察大學退休，轉任東吳大學中文系專任，後又從東吳大學第二次退休。

## 著作
庾信辭賦之用典申說 陳松雄 東吳中文學報 22 2011.11  頁53-73
《左傳》與南朝麗辭 陳松雄 東吳中文學報 21 2011.05 頁1-27
麗體文之前茅與後勁 陳松雄 東吳中文學報 20 2010.11 頁73-108
老莊與南朝麗辭 陳松雄 東吳中文學報 19 2010.05  頁1-23
南朝麗辭之韻化與詩化 陳松雄 東吳中文學報 18 2009.11  頁85-98
徐陵麗辭之文藝性與實用性 陳松雄 東吳中文學報 17 2009.05  頁73-91
陸機之家世及其在麗壇之地位 陳松雄 東吳中文學報 16 2008.11  頁1-28
徐庾麗辭同體異風說 陳松雄 東吳中文學報 15 2008.05  頁1-16
庾信「辭」「賦」，風擅南北之勝 陳松雄 東吳中文學報 14 2007.11  頁1-21
六朝麗辭體用說 陳松雄 東吳中文學報 13 2007.05  頁1-30
儷古同體探源 陳松雄 東吳中文學報 12  頁75-98
儷古並存之原因 陳松雄 東吳中文學報 11  頁39-64 
聲律與南朝文學 陳松雄 東吳中文學報 10  頁87-111 
古辭間儷之文用 陳松雄 東吳中文學報 9  頁47-67 
儷古異同之比較 陳松雄 東吳中文學報 8  頁151-180 
論「元嘉文學」之特色及其「儷辭作家」之風格 陳松雄 銘傳學報 24  頁231-242
劉勰與鍾嶸文學理論之概述 陳松雄撰 銘傳學報 22  頁317-336
論古籍為文章之奧府 陳松雄 書藝 13 頁2

## 爭議
1.擔任中文系主任兼研究所長期間，曾因排課問題，致使不少選修課程被迫停開。而其又可自我開設無專長課程。

2.中文學報出現大量內稿內審文章。